# Гордон-Леннокс, Фредерик, 9-й герцог Ричмонд
Фредерик Чарльз Гордон Леннокс, 9-й герцог Ричмонд, 9-й герцог Леннокс, 9-й герцог Обиньи, 4-й герцог Гордон (англ. Frederick Gordon-Lennox, 9th Duke of Richmond; 5 февраля 1904 — 2 ноября 1989) — британский аристократ, пэр, инженер, автогонщик и промоутер автоспорта.
Титулатура: 9-й герцог Ричмонд (с 7 мая 1935 года), 4-й герцог Гордон (с 7 мая 1935), 9-й граф Дарнли (с 7 мая 1935), 9-й герцог д’Обиньи (с 7 мая 1935), 6-й граф Кинрара, графство Инвернесс (с 7 мая 1935), 9-й барон Сеттрингтон, графство Йоркшир (с 7 мая 1935), 10-й граф Марч (с 7 мая 1935), 9-й лорд Торболтон (с 7 мая 1935), 9-й герцог Леннокс (с 7 мая 1935 года).

## Биография
Родился 5 февраля 1904 года. Фредди Ричмонд, как его называли, был третьим сыном Чарльза Гордона Леннокса, 8-го герцога Ричмонда (1870—1935), и Хильды Мэдлин Брасси (1872—1971). Он получил образование в Итонском колледже и Крайст-черче (Оксфордский университет). Его интерес к инженерному делу начался, когда он учился в университете, а затем он был учеником в Bentley Motors. Он начал карьеру автогонщика в 1929 году, когда принял участие в скоростном испытании JCC. В следующем году он стал членом команды Остина и выиграл Бруклендс 500 Миль. Он создал свою собственную команду MG Midgets в 1931 году и выиграл гонку Brooklands Double Twelve, но затем стал больше участвовать в организационной стороне автоспорта.
Он унаследовал герцогский титулы в 1935 году вместе с поместьем Гудвуд и ипподромом. Смерть означала, что ему придется продать семейные владения в Шотландии, включая замок Гордон, и поселиться в поместье Гудвуд-хаус близ Чичестера. Он сам проектировал и летал на своих самолётах, а во время Второй мировой войны служил в Королевских военно-воздушных силах. Некоторое время он жил в Вашингтоне, работая в Министерстве авиастроения.
После войны он столкнулся с задачей восстановления Гудвуда и увидел потенциал для создания автодрома на базе истребительной станции, построенной в Гудвуде во время Второй мировой войны. Скачки были важной частью жизни Гудвуда, но он не разделял интереса своих предков к этому виду спорта. Автодром Гудвуд стал важным местом проведения автоспорта. Однако к 1966 году герцог Ричмонд был обеспокоен растущим риском, связанным с автогонками, и закрыл трассу, за исключением незначительных клубных мероприятий и частных испытаний.
Герцог Ричмонд был самым долгоживущим вице-президентом Королевского автомобильного клуба, с которым он был связан с 1948 года. Ещё в тридцатые годы он был автомобильным корреспондентом Воскресного рефери и стал президентом-основателем Гильдии автомобильных писателей.
Герцог появился в эпизоде американской версии What’s My Line от 14 декабря 1958 года.

## Брак и дети
15 декабря 1927 года герцог Ричмонд женился на Элизабет Грейс Хадсон (21 сентября 1900 — июнь 1992). Она была дочерью преподобного Томаса Уильяма Хадсона и его жены Алетии Мэтисон и сестрой епископа Ноэля Хадсона. Они были женаты шестьдесят один год и имели двоих детей:
- Чарльз Генри Гордон Леннокс, 10-й герцог Ричмонд (19 сентября 1929 — 1 сентября 2017)
- Лорд Николас Чарльз Гордон Леннокс (31 января 1931 — 11 октября 2004), женился в 1958 году на Мэри Уильямсон (род. 1934) и имел четверых детей. Он был послом Великобритании в Испании в 1984—1989 годах